# Liste von Vornamen/G
Diese Unterseite der Liste von Vornamen enthält Vornamen, die mit dem Buchstaben G beginnen.
Männliche Vornamen sind mit dem Symbol ♂ und weibliche Vornamen mit dem Symbol ♀ markiert.

## Ga
Gabi ♀♂,
Gabija ♀, 
Gabino ♂, 
Gábor ♂,
Gabriel ♂,
Gabriela ♀,
Gabriele ♂♀, 
Gabriella ♀, 
Gaby ♀♂,
Gacan ♂, 
Gad ♂,
Gaël ♂, 
Gaëlle ♀,
Gaetana ♀, 
Gaetano ♂, 
Gaffari ♂, 
Gaia ♀,
Gail ♂♀,
Gaius ♂,
Gajusha ♀, 
Gajza ♀, 
Gal ♂,
Galatea ♀, 
Galdim ♂, 
Galdime ♀, 
Galdimore ♀, 
Galdino ♂, 
Gale ♀♂,
Galeazzo ♂, 
Galileo ♂, 
Galina ♀,
Galip ♂,
Galliano ♂, 
Gallo ♂, 
Gallus ♂,
Gamze ♀,
Gandalf ♂,
Gandolfo ♂, 
Ganesha ♂, 
Gangolf ♂,
Gani ♂, 
Ganimet ♀, 
Ganimete ♂♀, 
Gardnar ♂,
Garentina ♀, 
Gareth ♂, 
Garibald ♂,
Garibaldo ♂, 
Garip ♂, 
Garret ♂,
Garrett ♂,
Garry ♂, 
Garth ♂,
Gary ♂, 
Gash ♂, 
Gashe ♀, 
Gaspare ♂, 
Gaston ♂,
Gastón ♂,
Gastone ♂, 
Gaudenz ♂,
Gaudenzio ♂, 
Gavin ♂,
Gavina ♀, 
Gavino ♂, 
Gay ♂♀,
Gaye ♂♀,
Gayla ♀,
Gayle ♀♂,
Gaylord ♂,
Gaz ♂, 
Gazi ♂, 
Gazjet ♂, 
Gazjeta ♀, 
Gazjon ♂, 
Gazlind ♂, 
Gazlinda ♀, 
Gazllim ♂, 
Gazllime ♀, 
Gazmadh ♂, 
Gazmadhe ♀, 
Gazmend ♂, 
Gazmenda ♀, 
Gazmim ♂, 
Gazmime ♀, 
Gazmir ♂, 
Gazmira ♀, 
Gazmor ♂, 
Gazmore ♀, 

## Ge
Gebhard ♂,
Gedas ♂,
Gedeon ♂,
Gédéon ♂,
Gedeone ♂, 
Gediminas ♂, 
Gedion ♂,
Gedvydas ♂, 
Geena ♀, 
Geert ♂,
Geertje ♂,
Gefion ♀,
Geir ♂,
Geirr ♂,
Gelasio ♂, 
Geldon ♂, 
Geldona ♀, 
Gelengül ♀, 
Gelina ♀, 
Gelinda ♀, 
Gelindo ♂, 
Gelsomina ♀,
Gelsomino ♂, 
Geltrude ♀, 
Gema ♀, 
Geminiano ♂, 
Gemma ♀,
Genadijus ♂, 
Genc ♂,
Genç ♂,
Genca ♀, 
Gencalp ♂,
Gençalp ♂,
Gencer ♂,
Gençer ♂,
Gencian ♂, 
Genciana ♀, 
Gene ♂♀, 
Generoso ♂,
Genesio ♂, 
Geneviève ♀,
Gennadi ♂,
Gennaro ♂, 
Geno ♂, 
Genovaitė ♀, 
Genovaitis ♂,
Genoveffa ♀, 
Genoveita ♀, 
Genoveva ♀,
Gent ♂, 
Genta ♀, 
Genti ♂, 
Gentian ♂, 
Gentiana ♀, 
Gentile ♂, 
Gentoar ♂, 
Gentuar ♂, 
Genusa ♀, 
Genzana ♀, 
Geoff ♂,
Geoffrey ♂,
Geofreda ♀,
Geordie ♂,
Georg ♂,
George ♂,
Georges ♂,
Georgette ♀,
Georgi ♂,
Georgia ♀,
Georgina ♀, 
Georgius ♂, 
Geraint ♂,
Gerald ♂,
Geraldina ♀, 
Geraldine ♀,
Géraldine ♀,
Gerard ♂,
Gérard ♂,
Gerardo ♂, 
Gerasim ♂,
Gerberga ♀,
Gerbrand ♂,
Gerburg ♀,
Gerd ♂,
Gerda ♀,
Geremia ♂, 
Gereon ♂,
Gergely ♂,
Gerhard ♂,
Gerhart ♂,
Gerhauß ♀,
Gerhild ♀,
Geri ♀,
Gerlach ♂,
Gerlando ♂, 
Gerlinde ♀,
Germain ♂,
Germaine ♀,
German ♂,
Germana ♀,
Germann ♂,
Germano ♂, 
Gernot ♂,
Gero ♂,
Gerolamo ♂,
Gerold ♂,
Geronimo ♂,
Gerrie ♂,
Gerrit ♂♀,
Gerry ♂,
Gerson ♂,
Gertrud ♀,
Gervais ♂,
Gervasio ♂, 
Gesche ♀,
Gështenja ♀, 
Gesine ♀,
Gethin ♂,
Getulio ♂, 
Géza ♂,
Gëzim ♂, 
Gëzimbardha ♀, 
Gëzime ♀, 
Gëzimjet ♂, 
Gëzimjeta ♀, 
Gëzimtar ♂, 
Gëzimtare ♀, 

## Gh
Ghassan ♂,
Ghazal ♂♀,
Gheorghe ♂,
Ghiță ♂, 

## Gi
Giacinta ♀, 
Giacinto ♂, 
Giacobbe ♂, 
Giacomina ♀, 
Giacomo ♂,
Giada ♀, 
Gian ♂,
Gianfranco ♂,
Gianluca ♂,
Gianluigi ♂,
Gianmarco ♂,
Gianna ♀,
Gianni ♂,
Gideon ♂,
Giedrė ♀, 
Giedrius ♂, 
Gigi ♂♀,
Gigliola ♀, 
Gil ♂,
Gilad ♂,
Gilberlandio ♂, 
Gilbert ♂,
Gilberto ♂,
Gilda ♀,
Gildo ♂,
Giles ♂, 
Gilles ♂,
Gillian ♀,
Gina ♀,
Ginette ♀,
Ginevra ♀,
Ginger ♂♀,
Ginny ♀,
Gino ♂,
Gintaras ♂, 
Gintarė ♀, 
Gintas ♂, 
Gintautas ♂, 
Gioacchino ♂, 
Giobbe ♂,
Gioconda ♀, 
Giocondo ♂, 
Gioele ♂, 
Gioia ♀, 
Gion ♂,
Giona ♂, 
Giordana ♀, 
Giordano ♂, 
Giorgia ♀,
Giorgio ♂,
Giosuè ♂, 
Giovanna ♀, 
Giovanni ♂,
Giovenale ♂,
Giray ♂,
Girolamo ♂,
Gisbert ♂,
Gisela ♀,
Giselbert ♂,
Gisele ♀,
Giselher ♂,
Gisella ♀, 
Giselle ♀, 
Gísli ♂,
Gitanas ♂, 
Giuditta ♀,
Giulia ♀,
Giuliana ♀,
Giuliano ♂,
Giulio ♂, 
Giuseppe ♂,
Giuseppina ♀, 
Giustina ♀,
Giustino ♂,
Giusto ♂,
Gizem ♀, 
Gizur ♂,

## Gj
Gjallim ♂, 
Gjallime ♀, 
Gjallor ♂, 
Gjallore ♀, 
Gjanosh ♂, 
Gjator ♂, 
Gjelbërime ♀, 
Gjelbëror ♂, 
Gjelbërore ♀, 
Gjelbrim ♂, 
Gjelbrina ♀, 
Gjelina ♀, 
Gjelosh ♂, 
Gjelush ♂, 
Gjeraqina ♀, 
Gjergj ♂, 
Gjergji ♂, 
Gjerush ♂, 
Gjethina ♀, 
Gjethor ♂, 
Gjethore ♀, 
Gjik ♂, 
Gjin ♂, 
Gjina ♀, 
Gjinush ♂, 
Gjinushe ♀, 
Gjon ♂, 
Gjovalin ♂, 

## Gl–Gn
Gladys ♀, 
Glauco ♂, 
Glauk ♂,
Glaukos ♂,
Gleb ♂,
Glenn ♂,
Glenne ♀, 
Glicerio ♂, 
Gloria ♀,
Glyn ♂,
Gnaeus ♂,
Gniewomir ♂,

## Go
Goar ♂,
Göbel ♂,
Goda ♀,
Godehard ♂,
Godelieve ♀,
Godfrey ♂,
Goffredo ♂,
Gofraid ♂, 
Gojar ♂, 
Gojart ♂, 
Gojarta ♀, 
Gojko ♂,
Gojtar ♂, 
Gojtare ♀, 
Gök ♀,
Gökalp ♂,
Gökay ♂♀,
Gökcan ♂,
Gökçe ♂♀,
Gökçen ♂♀,
Gökdemir ♂,
Gökdeniz ♂,
Göker ♂,
Gökhan ♂,
Göksel ♂♀,
Göksu ♂♀,
Göktan ♂,
Göktug ♂, 
Göktürk ♂, 
Golda ♀,
Golineh ♀, 
Golo ♂,
Gonca ♀, 
Gonthier ♂,
Gönül ♀,
Gonxhe ♀, 
Gonzalo ♂,
Goran ♂,
Göran ♂,
Gordon ♂,
Gorgos ♂,
Görkem ♂♀,
Gorō ♂,
Gosbert ♂,
Gösta ♂,
Goswin ♂,
Gotscha ♂, 
Gottardo ♂, 
Gottfried ♂,
Gotthilf ♂,
Gotthard ♂,
Gotthold ♂,
Gottlieb ♂,
Gottlob ♂,
Gottschalk ♂,
Götz ♂,
Gözde ♀, 
Gözen ♀, 

## Gr
Grace ♀, 
Graeme ♂, 
Graham ♂, 
Gráinne ♀,
Gramoz ♂, 
Granit ♂, 
Granja ♀, 
Grant ♂, 
Granuaile ♀,
Gratia ♀, 
Graydon ♂, 
Grazia ♀, 
Graziano ♂, 
Graziella ♀, 
Gražina ♀, 
Grażyna ♀, 
Grega ♂,
Gregg ♂, 
Gregor ♂,
Gregorio ♂, 
Gregory ♂,
Grégory ♂,
Grela ♀, 
Grellan ♂,
Greta ♀, 
Gretchen ♀, 
Grete ♀, 
Gretel ♀,
Gretha ♀,
Grethe ♀, 
Griet ♀,
Grigol ♂, 
Grigorije ♂,
Grimaldo ♂,
Grimo ♂,
Grimoald ♂,
Grischa ♂,
Griselda ♀,
Griseldis ♀,
Grit ♀,
Grita ♀,
Gro ♀, 
Grover ♂, 
Gruffydd ♂,
Grzegorz ♂,

## Gu
Gualberto ♂, 
Gualfredo ♂, 
Gualtiero ♂, 
Guarino ♂, 
Guçe ♀, 
Güçlü ♂,
Guðjón ♂,
Guðlaugur ♂,
Guðmundur ♂,
Gudrun ♀,
Guðrún ♀, 
Gudula ♀,
Guelfo ♂, 
Guendalina ♀, 
Guerrino ♂, 
Guglielmo ♂, 
Guguçe ♀, 
Gugush ♂, 
Gugushe ♀, 
Guido ♂, 
Guilhelm ♂, 
Guilhemine ♀, 
Guillaume ♂, 
Guille ♂,
Guillem ♂,
Guillemette ♀, 
Guillermo ♂, 
Guinevere ♀,
Guiomar ♂♀,
Gül ♀,
Gülay ♀,
Gülbahar ♀, 
Gülben ♀, 
Gülbeyen ♀, 
Gülcan ♀, 
Gulden ♀, 
Gülen ♀, 
Güler ♀, 
Gülfem ♀, 
Gülhan ♀, 
Gülistan ♀,
Güliz ♀, 
Gülizar ♀, 
Gülnar ♀, 
Gülperi ♀, 
Gülşah ♀,
Gülsemin ♀, 
Gülsen ♀,
Gülşen ♀,
Gülseren ♀, 
Gülsüm ♀, 
Gülsün ♀, 
Gultekin ♂,
Gültekin ♂,
Gülten ♀,
Gümüş ♂♀,
Günal ♂♀,
Günay ♂♀,
Günaydın ♂♀,
Gunda ♀,
Gundaker ♂,
Gunde ♂♀,
Gundel ♀,
Gundela ♀,
Gundelinde ♀,
Gündem ♀, 
Gunder ♂,
Gundi ♀,
Gundo ♂,
Gündoğan ♂,
Gundula ♀,
Gündüz ♀♂,
Güner ♂♀,
Güneş ♂♀,
Güney ♂♀,
Güngör ♂♀,
Gunhild ♀, 
Gunilla ♀,
Gunnar ♂,
Gunnel ♀,
Gunter ♂, 
Günter ♂, 
Gunther ♂, 
Günther ♂, 
Gunthild ♀,
Guntram ♂,
Gur ♂, 
Gür ♂,
Guram ♂,
Guran ♂, 
Gurash ♂, 
Güray ♂♀,
Gurbita ♀, 
Gürbüz ♂♀,
Gürcan ♂, 
Gürdal ♂,
Gure ♀, 
Gürel ♀,
Gurgullime ♀, 
Gürhan ♂,
Gurije ♀, 
Gurime ♀, 
Gürkan ♂,
Gurnan ♂, 
Gürol ♂, 
Gurosh ♂, 
Guroshe ♀, 
Gurran ♂, 
Gürsel ♂♀,
Gurten ♂, 
Gurtena ♀, 
Gus ♂,
Gustaf ♂,
Gustas ♂, 
Gustav ♂, 
Gustavo ♂, 
Gusti ♀,
Gustl ♂♀, 
Guus ♂,
Güven ♂♀,
Güvenç ♂♀,
Guxim ♂, 
Guxime ♀, 
Guximor ♂, 
Guximore ♀, 
Guximtar ♂, 
Guximtare ♀, 
Guy ♂, 
Güzel ♀,
Güzide ♀, 
Güzin ♀, 

## Gv–Gy
Gvidas ♂, 
Gvidonas ♂, 
Gwen ♀,
Gwendolin ♀,
Gwenllian ♀,
Gwenvaël ♂, 
Gwenvaëlla ♀, 
Gwyn ♂,
Gwyneth ♀,
Gwynn ♂,
Gwynne ♂♀,
Gyburg ♀,
Gyde ♀,
Gylfi ♂,
Gyöngyi ♀,
Gyöngyös ♀,
Gyöngyvér ♀,
György ♂,
Gytis ♂, 
Gyula ♂,